# Jay McCarthy
Jay McCarthy (* 8. September 1992 in Maryborough, Queensland) ist ein ehemaliger australischer Radrennfahrer. McCarthy ist mehrmaliger Medaillengewinner bei australischen Meisterschaften in verschiedenen Altersklassen.

## Karriere
Als Juniorenfahrer wurde McCarthy bei den Weltmeisterschaften 2009 Siebter im Straßenrennen. 2010 wurde er australischer Juniorenmeister im Straßenrennen, gewann Silber im Einzelzeitfahren und Bronze im Kriterium. Bei den Weltmeisterschaften 2010 wurde er Zweiter im Straßenrennen. Im Rahmen der Olympischen Jugend-Sommerspiele in Singapur gewann er noch die Silbermedaille im Einzelzeitfahren.

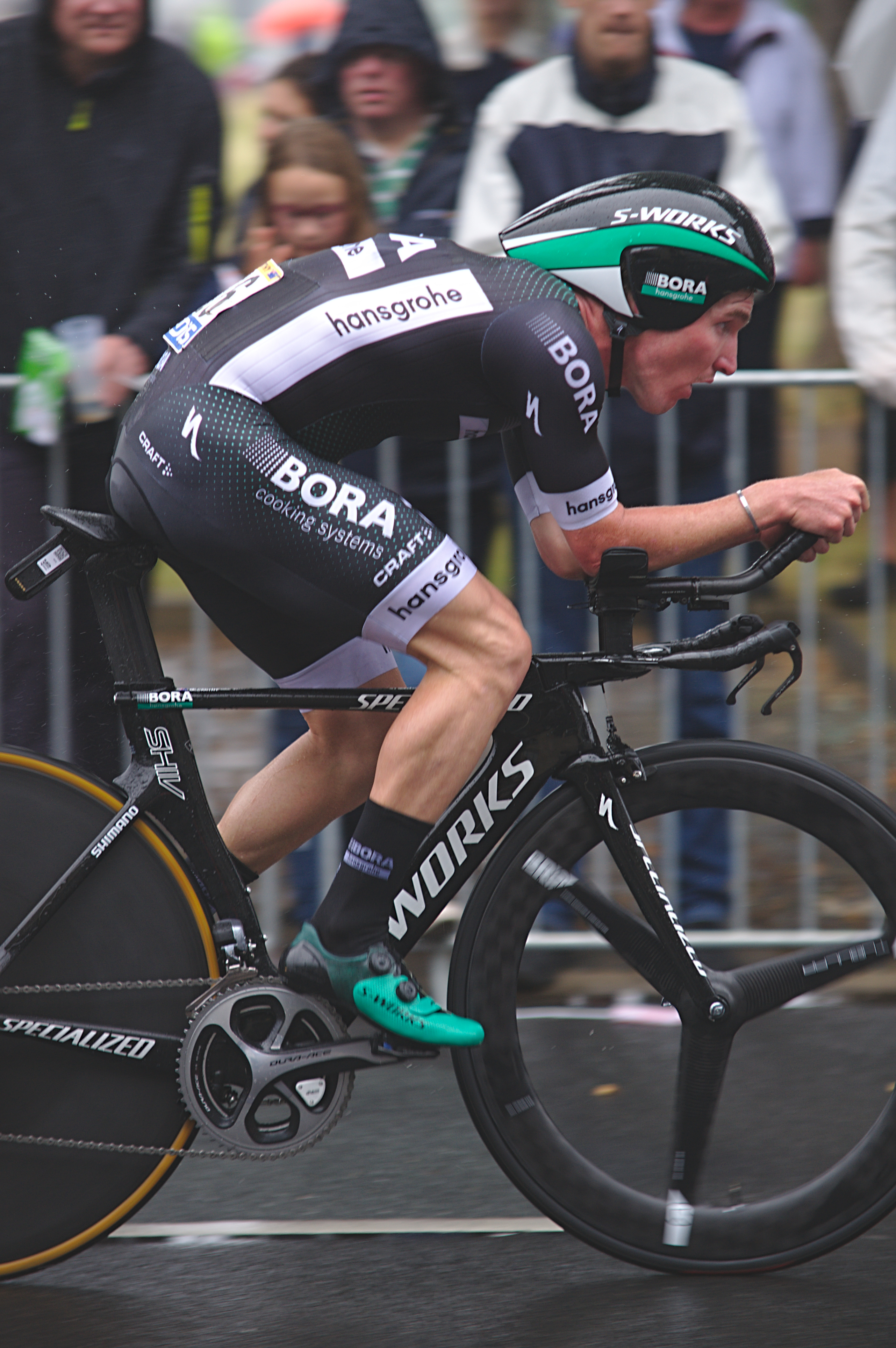
Im Einzelzeitfahren beim Grand Départ in Düsseldorf 2017

Zur Saison 2011 erhielt McCarthy als U23-Fahrer einen Vertrag beim australischen Continental-Team Jayco-AIS. Er wurde Dritter der australischen U23-Zeitfahrmeisterschaft und gewann eine Etappe der Thüringen-Rundfahrt, die er als Gesamtvierter beendete. 2012 gewann er nach einem erfolgreichen Ausreißversuch auf dem Zweiten Abschnitt mit der New Zealand Cycle Classic sein erstes internationales Etappenrennen und mit der Trofeo Piva Banca Popolare sein erstes internationales Eintagesrennen. Außerdem gewann er je eine Etappe bei Toscana-Terra di Ciclismo-Coppa delle Nazioni, der Tour de Bretagne und den Prolog der Tour de l’Avenir. In der Einzelwertung der UCI Oceania Tour 2012 wurde er Dritter.
2013 schloss sich McCaerhy sich dem UCI ProTeam Team Saxo-Tinkoff an, für das er mit dem Giro d’Italia 2014 seine erste Grand Tour bestritt und auf Rang 91 der Gesamtwertung beendete. Bei der Tour Down Under 2016 gelang ihm im Sprint auf einer ansteigenden Zielgerade sein erster Sieg in einem Rennen der UCI WorldTour, wodurch er auch die Gesamtführung des Rennens für einen Tag übernahm. Im Januar 2018 gewann er als erster Australier das heimische Rennen Cadel Evans Great Ocean Road Race.
2020 stand McCarthy bei der Vuelta a España am Start, schied aber durch einen spektakulären Sturz aus, der auch sein Saisonende bedeutete. Anschließend beendete er seine internationale Karriere.

## Erfolge
2010
- Australischer Juniorenmeister – Straßenrennen
- Australische Juniorenmeisterschaft – Einzelzeitfahren
- Australische Juniorenmeisterschaft – Kriterium
- Juniorenweltmeisterschaft – Straßenrennen
- Olympische Jugend-Sommerspiele – Einzelzeitfahren

2011
- Australische U23-Meisterschaft - - Einzelzeitfahren
- eine Etappe und Mannschaftszeitfahren Internationale Thüringen Rundfahrt

2012
- Australische U23-Meisterschaft - Kriterium
- Gesamtwertung und eine Etappe New Zealand Cycle Classic
- Trofeo Piva Banca Popolare
- eine Etappe Toscana-Terra di Ciclismo-Coppa delle Nazioni
- eine Etappe Tour de Bretagne
- Prolog Tour de l’Avenir

2016
- eine Etappe und Nachwuchswertung Tour Down Under
- Mannschaftszeitfahren Kroatien-Rundfahrt

2018
- Cadel Evans Great Ocean Road Race
- eine Etappe Baskenland-Rundfahrt

## Grand-Tour-Platzierungen
| Grand Tour            | 2014 | 2015 | 2016 | 2017 | 2018 | 2019 | 2020 |
| --------------------- | ---- | ---- | ---- | ---- | ---- | ---- | ---- |
| Giro d’ItaliaGiro     | 91   | –    | 88   | –    | –    | 62   | –    |
| Tour de FranceTour    | –    | –    | –    | 94   | –    | –    | –    |
| Vuelta a EspañaVuelta | –    | 66   | –    | –    | 91   | –    | DNF  |